# خزه سرگین نوک‌تیز
خزه سرگین نوک‌تیز (نام علمی: Tayloria acuminata) نام یک گونه از تیره خزه‌های سرگین است.
این خزه بومی آمریکای شمالی است.